# Hua Hin
Hua Hin (thai:หัวหิน, betyder head rock, hoved sten) er en by i provinsen Prachuap Khiri Khan i det centrale Thailand. Befolkningen anslås (2006) til at være 85.000.
Den er en kystby som ligger ved Siambugten (Thailandbugten, Golf of Thailand). Hua Hin er den ældste ferieby i Thailand. Kong Prajadhipok byggede et sommerpalads i byen.

## Nationalparker
Prachuap Khiri Khan provinsen har to nationalparker og Pranburi Mangrove Forest Park. Den største er Kui Buri National Park på 969 km2 og er kendt for sine vilde elefanter og verdens største bøffel, Gauren. Den anden nationalpark er Khao Sam Roi Yot, Thailands første marinenationalpark. Khao Sam Rot Yot er 98 km2 og 37% af nationalparken er dækket af ferskvandsmose.

## Turisme
Hua Hin startede som et lille fiskerleje og udviklede sig senere til Thailands royale riviera. Det skete i starten af 1920´erne med Klai Kangwon Palace og Mrigadayavan Palace. Sidstnævnte er i dag et museum og et stykke nationalarv, der kan besøges. Hua Hin har siden udviklet sig til en landets største turistdestinationer målt på antallet af internationale besøgende efter Bangkok, Phuket og Chiang Mai.